# Critical Care
Pour plus de détails, voir Fiche technique et Distribution.
Critical Care est une comédie satirique américano-australienne réalisée par Sidney Lumet et sortie en 1997. Il s'agit d'une adaptation du roman du même nom de Richard Dooling.

## Synopsis
Dans un hôpital en crise, un médecin est impliqué dans la dispute entre deux demi-sœurs, l'une voulant débrancher leur père plongé dans le coma, l'autre non.

## Fiche technique
Sauf indication contraire, les informations mentionnées dans cette section peuvent être confirmées par la base de données cinématographiques IMDb,  présente dans la section « Liens externes ».
- Titre original : Critical Care
- Réalisation : Sidney Lumet
- Scénario : Steven Schwartz, d'après le roman Critical Care de Richard Dooling
- Musique : Michael Small
- Costumes : Dona Granata
- Montage : Tom Swartwout
- Photographie : David Watkin
- Production : Sidney Lumet et Steven Schwartz
- Sociétés de production : Live Entertainment, Village Roadshow Pictures, ASQA Film Partnership et Mediaworks
- Distribution : Live Entertainment (États-Unis)
- Pays de production :  États-Unis,  Australie
- Langue originale : anglais
- Genre : comédie satirique
- Durée : 107 minutes
- Budget : 12 millions de dollars
- Dates de sortie :
  - États-Unis : 6 octobre 1997 (festival de Chicago)
  - États-Unis : 31 octobre 1997
  - Australie : 17 juin 1999

## Distribution
- James Spader : Dr Werner Ernst
- Kyra Sedgwick : Felicia Potter
- Helen Mirren : Stella
- Anne Bancroft : Nun
- Albert Brooks : Dr Butz
- Jeffrey Wright : un patient
- Margo Martindale : Constance « Connie » Potter
- Wallace Shawn : l'installateur de chaudières
- Philip Bosco : Dr Hofstader
- Edward Herrmann : Robert Payne
- James Lally : Poindexter
- Harvey Atkin : le juge Fatale
- Al Waxman : Avocat Sheldon Hatchett
- Hamish McEwa : Dr Hansen
- Jackie Richardson : Mme Steckler
- Barbara Eve Harris : l'infirmière Lucille
- Conrad Coates : Dr Miller
- Bruno Dressler : M. Potter
- Caroline Nielsen : l'infirmière Luscious